# Suzuki GSX-R
La Suzuki GSX-R è la serie più sportiva della casa motociclistica giapponese Suzuki, che durante gli anni è stata resa disponibile in varie cilindrate tra i 125 e i 1300 cm³.

## GSX-R 125
Introdotta nel 2017, estende la gamma GSX-R verso le cilindrata minori, anch'essa munita di ABS come da disposizioni di legge, riprende in parte la carenatura del modello 250 introdotto lo stesso anno.

## GSX-R 250

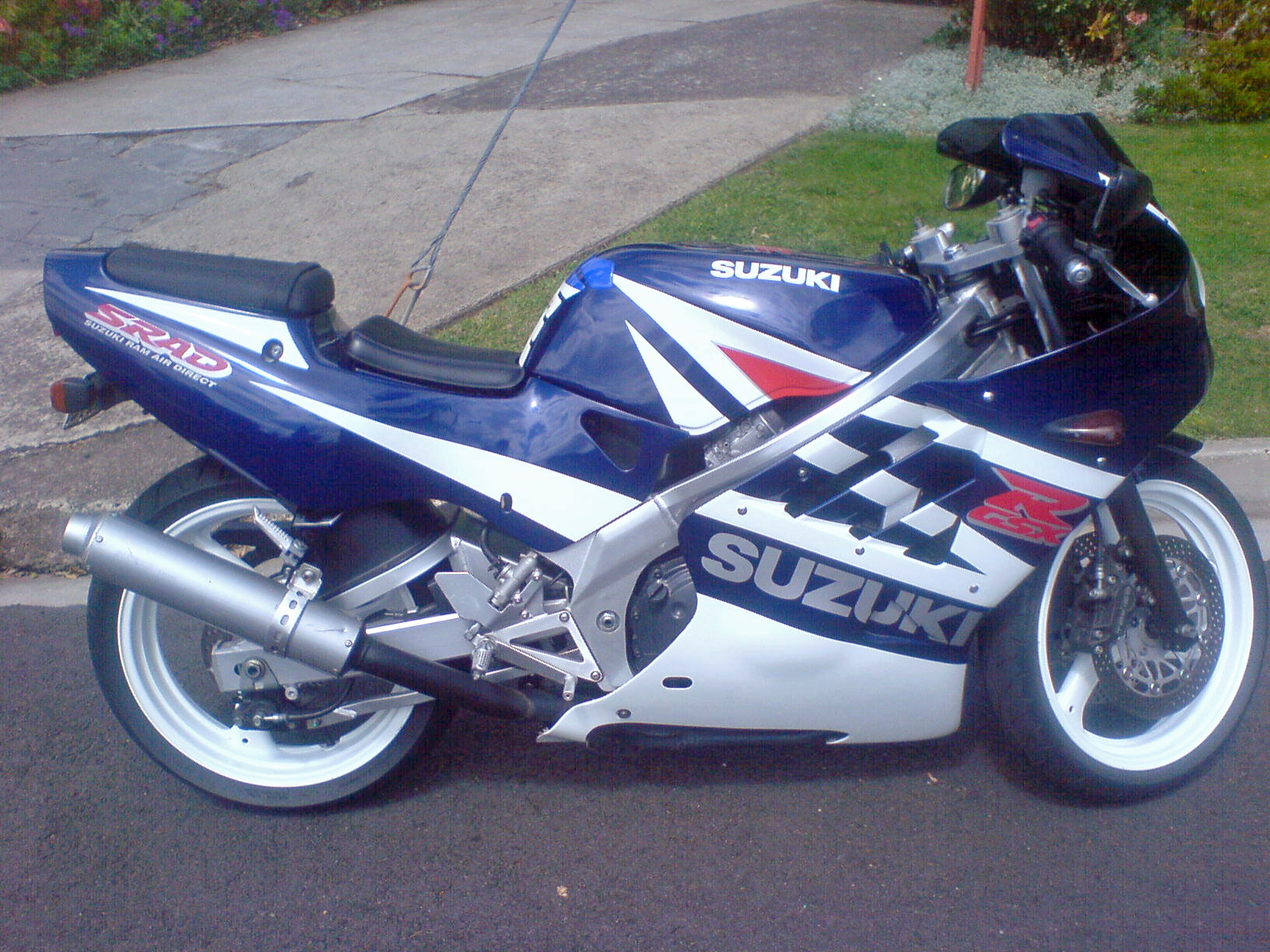
Suzuki GSX-R 250 R

Prodotta dal 1987 al 1990 in un'unica serie, era munita di una carenatura bombata molto avvolgente che permetteva di vedere in minima parte il telaio e il motore; nella versione più sportiva "GSX-R 250 R" introdotta nel 1989, il sistema d'alimentazione sfrutta il sistema SRAD (Suzuki Ram Air Direct) per migliorare l'aspirazione del motore. Di questa moto venne presentata una variante nuda nel 1988, la "GSX-S 250 COBRA", caratterizzata da una codino completamente ridisegnato e da due fiancate laterali munite di doppio sfogo dell'aria; inoltre ha solo un disco freno anteriore.
A distanza di 37 anni, venne presentata nel 2017 una versione quasi omonima  chiamata Suzuki GSX 250R, completamente differente e con un motore biciclindrico dotata di ABS.

## GSX-R 400
La versione da 400 cm³, nata nel 1984, è stata la capostipite del marchio GSX-R. La prima serie era dotata di sella pilota e passeggero unite in un unico pezzo e due grandi fari rotondi, oltre ad una carena molto avvolgente tipica di quegli anni (ma tuttavia priva della parte più bassa, aggiunta nel 1986.
La seconda serie, costruita dal 1989 al 1990, subisce varie modifiche estetiche: la sella pilota viene divisa da quella del passeggero, viene adottato un telaio di nuova concezione e della carene dalle forme più sinuose.
La terza serie ed ultima serie (dal 1991 al 1999) viene ulteriormente rivista, con una carena decisamente più aggressiva e l'adozione del monofaro rettangolare; vengono inoltre rovesciate le forcelle e rivisto il telaio, che ora ricorda molto quello della GSX-R 1100.

## GSX-R 750

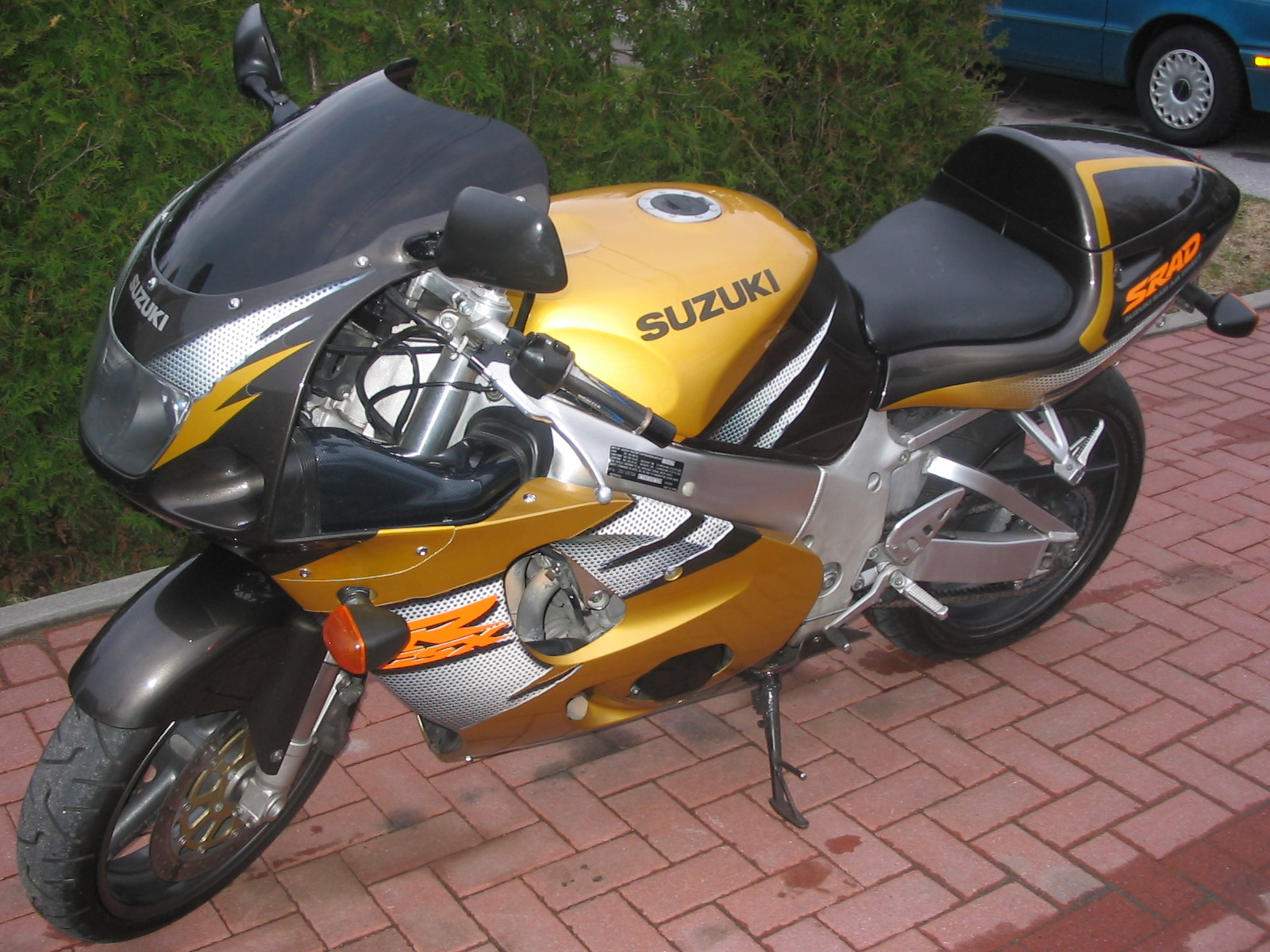
Suzuki GSX-R 750 '96

Lanciata nel 1985, la GSX-R 750 nasce con un motore con raffreddamento misto ad aria ed olio (SACS) dotato di 106  CV di potenza erogati a 10.500 giri al minuto, ed un peso a secco di 179 kg. Dopo il restyling del 2000, che ha apportato gli stessi vantaggi avuti sulla 600 cm³, si è arrivati al modello attuale (prodotto a partire dal 2008) con 150 CV ed un peso di circa 200 kg in ordine di marcia.